# Osurgeti

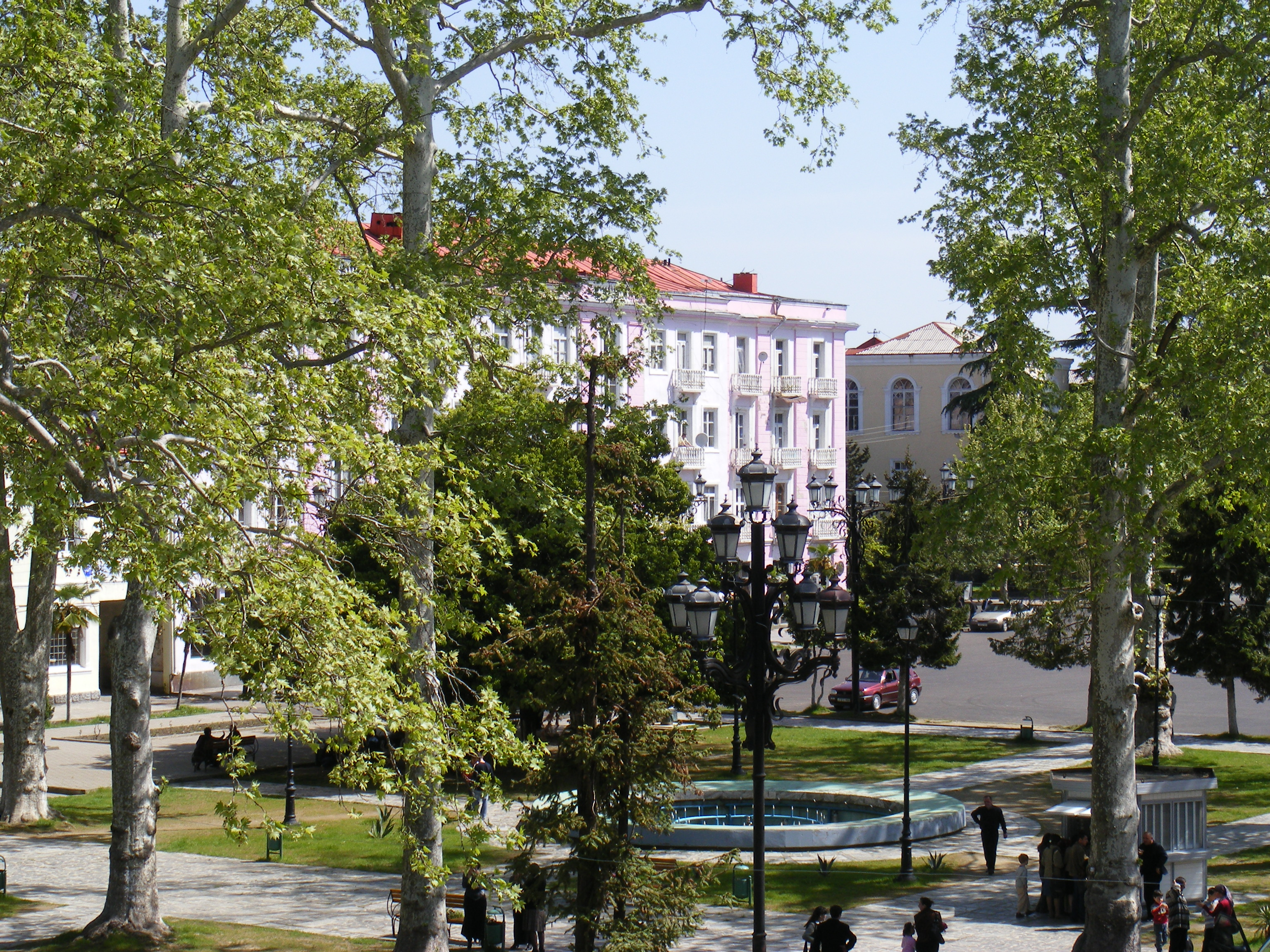
Hauptplatz in Osurgeti

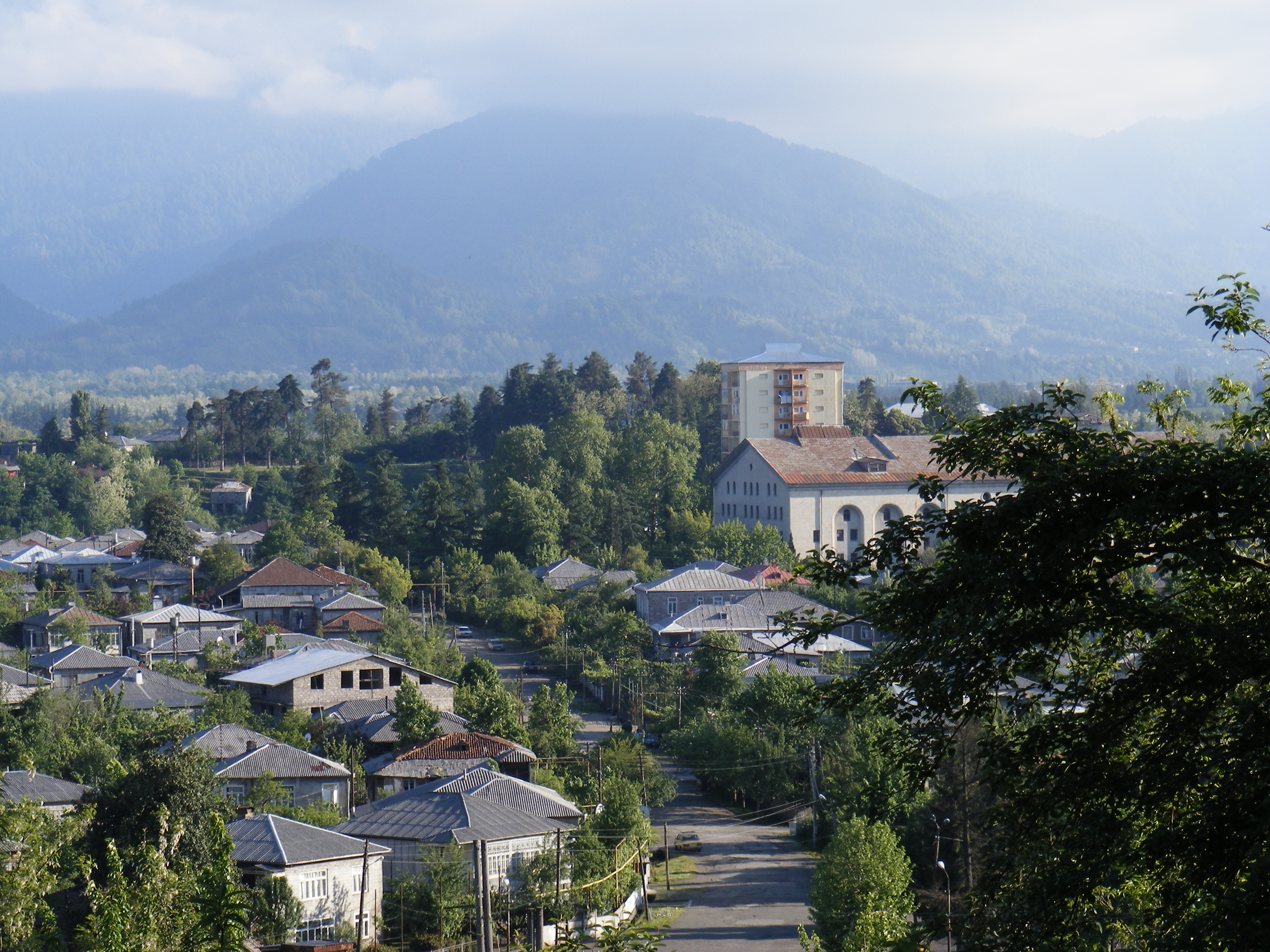
Osurgeti

Osurgeti (georgisch ოზურგეთი) ist eine Stadt in Georgien. Das Verwaltungszentrum der Region Gurien und gleichnamigen Munizipalität hat 14.785 Einwohner (Stand 2014). Es wird von den Flüssen Natanebi und Bschuschi durchzogen. Der Asteroid (2139) Makharadze wurde nach dem alten Namen der Stadt benannt.

## Geschichte
Die Stadt Osurgeti wurde im mittelalterlichen Georgien gegründet. Im Russischen Reich war sie zunächst Residenz des Fürsten von Gurien und dann Kreisstadt im Gouvernement Kutais. 1840 erhielt Osurgeti das Stadtrecht. Während des Krimkriegs schlug General Iwane Andronikaschwili am 16. Juni 1854 30.000 Mann des türkischen Hauptkorps bei Osurgeti, sicherte damit Mingrelien für Russland.
Von 1934 bis 1989 trug die Stadt den Nachnamen des georgischen KP-Chefs der 1920er und 1930er Jahre, Philipp Macharadse. Inzwischen trägt sie wieder ihren ursprünglichen Namen. Seit 1995 ist Osurgeti die Hauptstadt der Verwaltungsregion Gurien und des Bezirks Osurgetien.

## Wirtschaft
Größte Arbeitgeber der Stadt sind eine Tee-, eine Konserven- und eine Eisenbetonfabrik. Die Stadt ist der Endpunkt einer täglich befahrenen Eisenbahnlinie über Samtredia nach Tiflis.

## Sehenswürdigkeiten
Das Stadtzentrum wird von einer georgisch-orthodoxen Kirche, einem Stadttheater und einem Park gebildet. Ein Museum widmet sich der Heimatgeschichte.

## Partnerstädte
Osurgeti unterhält mit folgenden Städten eine Städtepartnerschaft:
- Henitschesk (Ukraine)

## Söhne und Töchter der Stadt
- Giorgi Kekelidse (* 1984), georgischer Poet und Essayist
- Manuchar Kwirkwelia (* 1978), Ringer und Olympiasieger
- Waleri Qasaischwili (* 1993), Fußballspieler
- Wladimir Nemirowitsch-Dantschenko (1858–1943), russischer Dramaturg und Theaterregisseur